# Nordkreuz
Nordkreuz (en allemand: croix du Nord) est le nom d'un groupe paramilitaire néonazi, qui se serait préparé à attaquer des réfugiés et des personnes considérées comme des opposants politiques. Le groupe s'est formé début 2016 au Mecklembourg-Poméranie-Occidentale et s'est fait connaître en août 2017.

## Découverte
Dans le cadre de l'enquête sur le lieutenant d'extrême droite de la Bundeswehr, Franco A. et ses contacts ont rencontré l'Office fédéral de la police criminelle (BKA), également affecté à Horst S., ancien officier de l'armée de l'air et commandant de la réserve. Lors de son interrogatoire par la Sûreté de l'État le 13 juillet 2017, il a déclaré qu'un groupe composé principalement d'anciens soldats d'élite du "Nord" se préparait à l'effondrement de l'ordre public le « Xe jour. » Au moins un membre du groupe a rassemblé « la haine de la gauche » et les noms de réfugiés, adresses et photographies de personnes cibles qui devraient « partir. » Il a vu le dossier avec ces données et un dépôt d'armes.
Horst S. a nié tout contact avec Franco A., mais a reconnu qu'il avait acheté des livres sur la Waffen-SS par le biais du séminaire d'extrême droite Thule, apparemment par pure intérêt pour la biographie de son grand-père. À l'aide des coordonnées de son téléphone portable, les enquêteurs ont rencontré six prévenus de Mecklembourg qui avaient échangé un effondrement prévu de l'État dans leur groupe de discussion "Nordkreuz" et souhaitaient l'utiliser pour tuer des opposants de gauche. Le procureur général a ordonné une perquisition simultanée dans les maisons de ces six personnes. Le 28 août 2017, la police fédérale a saisi des disques durs et des supports de données. Deux des six ont été arrêtés et accusés de « se préparer à de graves atrocités. » Les autres ont d'abord été entendus comme témoins. Le 4 septembre 2019, le Comité de l'intérieur du Bundestag allemand, qui contrôle les services secrets allemands, a entendu parler pour la première fois du groupe de discussion Nordkreuz et du contenu de leur communication.

## Objectifs
Selon le procureur général d'août 2017, au moins certains membres du groupe se préparaient à l'effondrement du système social et politique le "Xème jour". Ils croyaient que les politiques gouvernementales en matière de réfugiés appauvriraient les ménages privés et publics et que les attaques et autres crimes augmenteraient. 
En tant que générateur d'idées, nommé Axel M. l'Autrichien Walter K. Eichelburg, auteur de théories du complot d'extrême droite. Il affirme que les musulmans se préparent à un soulèvement (« la révolte musulmane ») et qu’ils conquerraient ensuite les villes. Les forces de défense civile devraient commencer la « reconquête » de la campagne.

## Moyens

### Dépôts de stockage et bunkers
Les préposés communiquaient via le service de messagerie crypté Telegram. Selon Axel M., ils s'attendent à des catastrophes climatiques, des pannes de courant, une « vague de réfugiés » de migrants musulmans et un krach bancaire. Par conséquent, chaque membre a mis une "réserve de fer" pour le "Jour X" de conserves, de générateurs d'urgence, d'armes et de munitions. Certains avaient construit des bunkers sous leurs maisons, d'autres n'avaient déversé que des fruits secs et de l'eau.
Selon des documents d'enquête, des membres du groupe auraient créé des dépôts de carburant, de nourriture et de munitions. Chaque membre a versé environ 600 euros dans un fonds commun. L’opérateur d’un stand de tir près de Rostock a vendu des armes à ses membres. Un instructeur de la base aérienne de la Bundeswehr à Laage les a invités après leur travail dans la zone de sécurité, où ils ont été autorisés à piloter l'Eurofighter dans le simulateur de vol. L’accusé avocat Jan Hendrik H. aurait organisé un concours lors de fêtes d’anniversaire derrière son domicile et aurait attribué le trophée à une coupe challenge après Mehmet Turgut de Rostock, cinquième des neuf victimes de la série des Meurtres du NSU.

### Armes et munitions
En tant que chasseurs ou tireurs, tous les membres de Nordkreuz possédaient des armes et allaient ensemble pour des exercices de tir à Güstrow, sur la piste de tir de la police à Plate, près de Schwerin, ou sur le champ de tir Schwerin Hagenow sous le toit de la fédération de réservistes des Forces armées fédérales. Ils y ont régulièrement rencontré l'ancien major de la Bundeswehr, Horst S., qui possédait les données de leur téléphone portable.
Chez le fondateur de Nordkreuz, Marko G., la police a découvert en septembre 2017 des armes légales et illégales. En conséquence, le parquet Schwerin enquêta sur lui pour violations de la loi sur le contrôle des armes de guerre et de la loi sur les armes.